# Ruben Welde
Ruben Welde (* 30. Oktober 1988 in Dresden) ist ein ehemaliger deutscher Nordischer Kombinierer, der für den SC Sohland startete.

## Werdegang
Welde gab sein internationales Debüt 2005 bei FIS-Rennen. Ab 2006 startete er im B-Weltcup der Nordischen Kombination. Bei der Junioren-Weltmeisterschaft 2006 in Kranj gewann er mit der Mannschaft die Goldmedaille. Ein Jahr später in Tarvisio gewann er mit dem Team die Silbermedaille. Zudem konnte Welde im Sprint den 8. Platz und im Gundersen den 12. Platz erreichen. Am 20. Januar 2008 gab er in Klingenthal sein Debüt im Weltcup der Nordischen Kombination. Ein Jahr später konnte ebenfalls in Klingenthal mit dem 26. Platz seine bislang einzigen fünf Weltcup-Punkte gewinnen, durch die er die Saison 2008/09 punktgleich mit dem Norweger Thomas Kjelbotn auf dem 70. Platz der Gesamtwertung beendete. Seitdem gelang ihm im Weltcup kein Erfolg mehr. Nur im Continentalcup erreichte er seitdem mehrfach das Podium. 
Im März 2012 beendete Welde nach nachlassenden Leistungen seine aktive Sportlerkarriere.

## Statistik

### Weltcup-Platzierungen
| Saison  | Platz | Punkte |
| ------- | ----- | ------ |
| 2008/09 | 70.   | 005    |

### Grand-Prix-Platzierungen
| Saison | Platz | Punkte |
| ------ | ----- | ------ |
| 2009   | 39.   | 010    |

### Continental-Cup-Platzierungen
| Saison  | Platz | Punkte |
| ------- | ----- | ------ |
| 2005/06 | 81.   | 015    |
| 2006/07 | 43.   | 058    |
| 2007/08 | 88.   | 004    |
| 2008/09 | 02.   | 644    |
| 2009/10 | 10.   | 337    |
| 2010/11 | 50.   | 080    |
| 2011/12 | 30.   | 136    |

### Platzierungen beiDeutschen Meisterschaften
| Jahr und Ort      | Wettbewerb | Wettbewerb | Wettbewerb  | Wettbewerb |
| Jahr und Ort      | Gundersen  | Sprint     | Massenstart | Teamsprint |
| ----------------- | ---------- | ---------- | ----------- | ---------- |
| 2006 Oberhof      | –          | 11.        | –           | –          |
| 2007 Winterberg   | –          | 21.        | –           | –          |
| 2008 Klingenthal  | –          | 29.        | DSQ         | –          |
| 2009 Garmisch-P.  | 05.        | –          | –           | 09.        |
| 2010 Steinbach-H. | 10.        | –          | –           | 07.        |
| 2011 Hinterzarten | 14.        | –          | –           | 04.        |